# Tea Donguzaszwili
Tea Gajozowna Donguzaszwili (ros. Теа Гайозовна Донгузашвили, ur. 4 czerwca 1976) – rosyjska judoczka. Dwukrotna olimpijka. Brązowa medalistka z Aten 2004 i dziewiąta w Pekinie 2008. Walczyła w wadze ciężkiej.
Srebrna medalistka mistrzostw świata w 2011 i brązowa w 2003 i 2010; piąta w 2005; uczestniczka zawodów w 2001, 2007, 2009. Startowała w Pucharze Świata w latach 1996–2001, 2003–2007, 2010–2012. Zdobyła czternaście medali na mistrzostwach Europy w latach 2000-2012, w tym trzy w drużynie. Druga na uniwersjadzie w 1999 i trzecia w 2001. Wygrała akademickie MŚ w 2004 i druga w 2000. Wicemistrzyni igrzysk wojskowych w 1999 i 2003. Cztery medale na MŚ wojskowych. Mistrzyni Rosji w 1999, 2000, 2001, 2002, 2003, 2006, 2007 i 2009; druga w 1996, 1998 i 2000; trzecia w 1994, 1995, 1997 i 1999 roku.

## Letnie Igrzyska Olimpijskie 2004
| Konkurencja | Eliminacje            | Eliminacje           | Eliminacje               | Finały               | Finały                 | Klas. końcowa |
| Konkurencja | Przeciwnik I          | Przeciwnik II        | 1/4                      | 1/2                  | o 3 miejsce            | Miejsce       |
| ----------- | --------------------- | -------------------- | ------------------------ | -------------------- | ---------------------- | ------------- |
| +78 kg      | Samah Ramadan (EGY) Z | Choi Sook-ie (KOR) Z | Barbara Andolina (ITA) Z | Maki Tsukada (JPN) P | Insaf Yahyaoui (TUN) Z | 3.            |

## Letnie Igrzyska Olimpijskie 2008
| Konkurencja | Eliminacje       | Repasaże                  | Repasaże             | Klas. końcowa |
| Konkurencja | Przeciwnik I     | Przeciwnik I              | Przeciwnik II        | Miejsce       |
| ----------- | ---------------- | ------------------------- | -------------------- | ------------- |
| +78 kg      | Tong Wen (CHN) P | Maryna Prokofjewa (UKR) Z | Kim Na-young (KOR) P | 9.            |